# Francisco Gomes Teixeira
Francisco Gomes Teixeira (São Cosmado, Armamar, 28 de janeiro de 1851 — Porto, 8 de fevereiro de 1933) foi um matemático português.

## Biografia
Nascido numa casa no cimo do povo, assinalada com lápide alusiva, na actual vila de São Cosmado, concelho de Armamar, no distrito de Viseu, fez os estudos elementares na sua terra natal, e depois foi para o Colégio do Padre Roseira, em Lamego. Matriculou-se em Outubro de 1869 na Universidade de Coimbra concluindo o curso em 1874, com a classificação máxima, de Muito Bom por Unanimidade, com 20 valores. Em 1875 fez o doutoramento, também com a classificação máxima.
Em 1876 tornou-se sócio correspondente da Academia Real das Ciências de Lisboa e lente substituto da Faculdade de Matemática. 
Fundou em 1877 o Jornal de Sciencias Mathematicas e Astronomicas que foi publicado durante 28 anos, até ser integrado nos Anais Scientificos da Academia Politécnica do Porto. Foi a revista mais importante na matemática portuguesa no século XIX. Publicou mais de 140 artigos nas revistas científicas internacionais de prestígio da altura.
Foi nomeado terceiro astrónomo do Observatório Astronómico de Lisboa em 1878, mas apenas ocupou esse cargo durante cerca de quatro meses, voltando à Universidade de Coimbra.
Foi eleito deputado pelo Partido Regenerador em 1879, tendo participado em sessões do Parlamento nesse ano e ainda em 1883 e 1884. Em Novembro de 1879 foi encarregado da cadeira de análise matemática, passando a catedrático em Fevereiro de 1880.
Em 1884 Gomes Teixeira pediu transferência para a Academia Politécnica do Porto, onde dirigiu a cadeira de Cálculo diferencial e integral.
Na Academia Politécnica do Porto, publicou em 1887 o Curso de análise infinitesimal, Cálculo Diferencial (um volume) onde actualizou o ensino da matemática em Portugal.
Em 1889 publicou o primeiro volume do Curso de Análise infinitesimal, Cálculo integral, e o segundo volume em 1892. Nesta obra faz uma síntese dos progressos realizados pela análise e introduz um novo nível de rigor na apresentação da matemática.
O seu Tratado de las Curvas Especiales Notables foi premiado em 1899  pela Real Academia de Ciências de Madrid.
Uma tradução francesa, revista e aumentada, foi publicada em 1908 com o título Traité des Courbes Spéciales Remarquables.
A versão francesa recebeu em 1917 o prémio Binoux da Academia Francesa de Ciências e
foi reeditada duas vezes: em 1971 pela Chelsea Publishing Co, N. York e em 1995 por Éditions Jacques Gabay, Paris.
Em 1911 foi nomeado como primeiro reitor da recém-formada Universidade do Porto. Recebeu o Doutoramento Honoris Causa da Universidade Central de Madrid em 1923.
Está sepultado na Igreja Matriz de São Cosmado em sarcófago de granito, na parede lateral do lado do Evangelho, com a seguinte inscrição:
- SERAPHICO FRANCISCO ASSISIENSI
- atque
- DIVO ANTONIO OLYSIPPONENSI
- hoc monumentum erexit
- FRANCISCUS GOMES TEIXEIRA
- qui hi jacet.[1]

Seraphico Francisco Assissiensi
Ataque Divo Antonio Olyssipponensi
Hoc monumentum erexit
Franciscus Gomes Teixeira
Qui hi jacet.

## Obras de Francisco Gomes Teixeira
A obra do Professor Doutor Francisco Gomes Teixeira é vasta atingindo quase as três centenas de textos publicados. Apresentam-se apenas as referências para alguns dos trabalhos que marcaram o início da sua carreira científica.
- Desenvolvimento das funções em fracções contínuas. Coimbra, Imprensa da Universidade, 1871.
- “Aplicação  das fracções contínuas à determinação das raízes das equações”, Jornal de Ciências matemáticas, físicas e naturais., Lisboa, IV, 1872-73.
- Integração das equações à derivadas parciais de 2ª ordem, Coimbra, Imprensa da Universidade, 1875.
- Jornal de Ciências matemáticas e astronómicas, Coimbra, Imprensa da Universidade, 1877. Jornal fundado por Gomes Teixeira, publicado até 1905, dedicado inicialmente às Matemáticas superiores e às Matemáticas elementares, mas que a partir de certa a altura se dedicou exclusivamente às Matemáticas superiores.
- Anais Científicos da Academia Politécnica do Porto, Coimbra, Imprensa da Universidade, 1905-1906. Substitui, na parte referente às matemáticas, o Jornal de Ciências matemáticas e astronómicas.
- Traité des Courbes Spéciales Remarquables. Coimbra, Imprensa da Universidade, Tome I, 1908, Tome II 1909. Versão traduzida do original espanhol de 1899, revista e muito aumentada. Reedições: Chelsea Publishing Co, N. York, 1971  e  Éditions Jacques Gabay, Paris, 1995.
- Obras sobre Matemática, Coimbra, Imprensa da Universidade, vol. I, 1904; vol. II, 1906; vol. III, 1906; vol. IV, 1908; vol. V, 1909; vol. VI, 1912; vol. VII, 1915.
- Panegíricos e conferências, Coimbra, Imprensa da Universidade, 1925.
- História das matemáticas em Portugal, Lisboa, Academia das Ciências de Lisboa, 1934.

## Homenagens
- Estátua localizada no Largo Doutor Gomes Teixeira na Vila de São Cosmado no Google Street View.
- Praça de Gomes Teixeira, Porto
- Rua Professor Doutor Francisco Gomes Teixeira, Porto
- Rua Professor Doutor Francisco Gomes Teixeira em Carnaxide, Oeiras
- Rua Francisco Gomes Teixeira em Setúbal, Setúbal
- Avenida Gomes Teixeira, Armamar
- Sala Gomes Teixeira: Piso 4 Edifíco da Reitoria da Universidade do Porto
- Agrupamento de Escolas Gomes Teixeira-Praça da Galiza, 4150-344 Porto
- Escola Básica Gomes Teixeira, 4150-344 Porto
- Agrupamento de Escolas Gomes Teixeira - Armamar
- Escola Básica e Secundária Gomes Teixeira - Armamar

Quando da sua prova de doutoramento na Universidade de Coimbra o seu arguente confessou publicamente que não tinha nem conhecimentos nem capacidade para discutir a tese apresentada por Francisco Gomes Teixeira.
Margarida G.Teles (sobrinha de F. Gomes Teixeira).
- Writing the History of Mathematics - Capítulo sobre Portugal, por L. M. R. Saraiva, Editores J. W. Dauben, C. J. Scriba, Birkhäuser
- Gallery: Francisco Gomes Teixeira, Boletim do CIM Centro Internacional de Matemática, no. 16, Junho de 2004